# Terminalia bentzoe
Espèce
Classification APG III (2009)
Statut de conservation UICN

 CR C2a(i) : 
En danger critique
Terminalia bentzoe est une espèce de plantes à fleurs de la famille des Combretaceae. C'est un arbre endémique des Mascareignes (La Réunion, île Maurice et Rodrigues)

## Nom
A La Réunion, il est nommé benjoin ou benjoin-pays, bien qu'il ne produise pas de vrai baume de benjoin, qui est la résine extraite de diverses plantes du genre Styrax. Ce nom vernaculaire viendrait de ce qu'au XVIIe siècle, la résine odorante de l'arbre fut confondue avec le baume de benjoin du Tonkin ou du Laos.
Terminalia bentzoe a pour synonyme botanique :
- Croton bentzoe L.
- Terminalis angustifolia Jacq.
- Terminalia mauritiana Lam.
- Terminalia benzoin L. f.

## Description
C'est un arbre.

### Aspect et forme générale
L'aspect est semblable à d'autres Terminalia tels que le badamier : les branches sont régulièrement étagées et presque horizontales, formant une frondaison pyramidale assez peu dense.

### Taille
L’arbre peut mesurer jusqu'à 30 mètres de haut. Le tronc peut mesurer jusqu’au 1 mètre de diamètre.

### Écorce
L'écorce est beige foncé à brune, avec des parties parfois grises. Par endroits, l'écorce est fissurée et de petites plaques se détachent.

### Fleurs
Les fleurs, regroupées en épis axillaire, sont de couleur blanche ou blanc jaunâtre.

### Fruits
Le fruit est une samare ovale d'environ 2 cm de diamètre, de couleur verte sur l'arbre, le péricarpe formant deux larges ailes entourant complètement le centre arrondi.

## Biotope
Le Benjoin pays pousse en basse ou moyenne altitude, dans des zones humides ou semi-sèches. Il a peu d'exigence sur la qualité du sol et le niveau de pluviométrie.

## Usage
L'écorce du benjoin-pays est localement utilisée sous forme de décoction pour ses propriétés médicinales.

## Menace
Le benjoin pays est en danger critique d'extinction.